# Артур М'юзік (футбольний клуб)
Футбольний клуб «Артур М'юзік» або просто «Артур М'юзік» — професіональний український клуб з пляжного футболу, який базується в Києві.

## Історія
Футбольна команда «Артур М'юзік» була заснована 2008 року в Києві й представляла однойменний музичний лейбл (Artur Music, головний спонсор клубу). У 2009 році дебютувала в чемпіонаті України з пляжного футболу. У 2013 році клуб став переможцем національного чемпіонату, а в 2016 році виборов срібні нагороди. У сезонах 2016 та 2017 років ставав фіналістом кубку європейських чемпіонів. Входить до числа найкращих клубів з пляжного футболу в Україні.

## Досягнення
- Чемпіонат України з пляжного футболу
  -  Чемпіон (1): 2013
  -  Срібний призер (1): 2016

- Кубок володарів кубків
  -  Фіналіст (2): 2016, 2017

## Відомі гравці
- Олег Зборовський